# Masinissa
Masinissa (Numidisk:   , Masnsen; ca. 238 f.Kr. – 148 f.Kr.:180,183 ), også stavet Massinissa, Massena og Massan, var en konge for det antikke Numidien. Han er bedst kendt for at lede en føderation af Massylii-berberstammer under den Anden Puniske Krig (218-201 f.Kr.), og i sidste ende forenede dem til et kongerige, der blev en stor regional magt i Nordafrika. Meget af det, man ved om Masinissa, stammer fra Livius' Roms historie, og i mindre grad Ciceros Somnium Scipionis. Som søn af en numidisk høvding allieret med Karthago kæmpede han mod romerne under den Anden Puniske Krig, men skiftede senere side, da han konkluderede, at Rom ville sejre. Med støtte fra sin tidligere fjende forenede han de østlige og vestlige Numidian-stammer og grundlagde Kongeriget Numidia. Som romersk allieret deltog Masinissa i det afgørende slag ved Zama i 202 f.Kr., der effektivt afsluttede den Anden Puniske Krig – med et nederlag til Karthago. Han tillod også sin kone Sophonisba – en berømt karthaginsk adelskvinde, der havde påvirket numidiske anliggender til Karthagos fordel – at forgifte sig selv i stedet for at blive paraderet i en triumf i Rom.:180–181 
Efter at have arvet et større og mere magtfuldt kongerige – nu støttet af den Romerske Republik – spillede Masinissa en afgørende rolle i at provokere Karthago til at udløse den Tredje Puniske Krig, som endte med byens fuldstændige ødelæggelse og efterlod Numidien som den eneste magt i det nordvestlige Afrika. Han regerede i 54 år indtil sin død i en alder af 90 år. Han blev betragtet som en trofast allieret af Rom og en usædvanlig energisk hersker, der ledte tropper helt frem til sin død og avlede omkring 44 sønner.:181  Hans grav i Cirta (nutidens Constantine i Algeriet) bærer inskriptionen MSNSN, læst Mas'n'sen, eller "Deres Herre".
Den græske historiker Polybios, som skrev omfattende om de Puniske Krige og efter sigende mødte Masinissa, beskrev ham som "den bedste mand af alle kongerne i vores tid" og skrev, at "hans største og mest guddommelige bedrift var denne: Numidien havde før hans tid været universelt uproduktivt og blev betragtet som ude af stand til at producere nogen dyrkede frugter. Han var den første og eneste mand, der viste, at der kunne dyrkes frugter lige så godt som ethvert andet land". I de følgende århundreder ville Numidien blive kendt som Roms kornkammer.
Ud over sin arv som en central figur i de Puniske Krige betragtes Masinissa i høj grad som et ikon af berberne, hvoraf mange anser ham for at være deres forfader.

## Tidlige liv
Masinissa var søn af høvding Gaia fra en numidisk stamme, Massylierne. Han voksede op i Karthago, der var allieret med hans far. Ved begyndelsen af den Anden Puniske Krig kæmpede Masinissa for Karthago mod Syphax, kongen af Masaesylierne i det vestlige Numidien (nutidens Algeriet), som havde allieret sig med romerne. Masinissa – der dengang var omkring 17 år gammel – ledte en hær af numidiske tropper og karthagiske hjælpetropper mod Syphax' hær og vandt en afgørende sejr (215–212 f.Kr.). Han var forlovet med datteren af den karthagiske general Hasdrubal Gisco.:180 
Efter sin sejr over Syphax, kommanderede Masinissa sine dygtige numidiske kavalerister mod romerne i Hispania, hvor han var involveret i de karthagiske sejre ved Castulo og Ilorca i 211 f.Kr. Efter at Hasdrubal Barca var rejst til Italien, blev Masinissa sat i kommandoen over hele det karthaginske kavaleri i Hispania, hvor han udkæmpede en succesfuld guerillakampagne mod den romerske general Scipio Africanus gennem 208 og 207 f.Kr., mens Mago Barca og Hasdrubal Gisco rekrutterede og trænede nye styrker. I ca. 206 f.Kr. – med friske forstærkninger – mødte Mago og Hasdrubal Gisco (støttet af Masinissas numidiske kavaleri) Scipio ved Slaget ved Ilipa, hvor Karthagos magt over Hispania endegyldigt blev brudt i det, der anses for at være en af Scipio Africanus' mest brillante sejre.
Da Gaia døde i 206 f.Kr., skændtes hans søn Masinissa og hans bror Oezalces om arven, hvilket gjorde Syphax i stand til at erobre betydelige dele af det østlige Numidien. I mellemtiden – da karthagerne var blevet drevet ud af Hispania – konkluderede Masinissa, at Rom var ved at vinde krigen mod Karthago, og besluttede derfor at gå over til Rom. Han lovede at hjælpe Scipio med invasionen af karthagisk territorium i Afrika. Denne beslutning blev hjulpet på vej af Scipio Africanus' handling med at frigive Masinissas nevø, Massiva, som romerne havde taget til fange, da han havde trodset sin onkel og redet i kamp. Efter at have mistet alliancen med Masinissa begyndte Hasdrubal at lede efter en anden allieret, som han fandt i Syphax, der giftede sig med Sophonisba, Hasdrubals datter, som indtil afhopningen havde været forlovet med Masinissa. Romerne støttede Masinissas krav på den numidiske trone mod Syphax, som ikke desto mindre havde held til at drive Masinissa fra magten, indtil Scipio invaderede Afrika i 204 f.Kr. Masinissa sluttede sig til de romerske styrker og deltog i det sejrrige slag på de Store Sletter (203 f.Kr.).
I forbindelse med Slaget ved Bagbrades (203 f.Kr.) overvandt Scipio Hasdrubal og Syphax, og mens den romerske general koncentrerede sig om Karthago, fulgte Gajus Laelius og Masinissa efter Syphax til Cirta, hvor han blev taget til fange og overgivet til Scipio. Efter Syphax' nederlag giftede Masinissa sig med Syphax' hustru Sophonisba, men Scipio – der var mistænksom over for hendes loyalitet – krævede, at hun blev ført til Rom og optrådte i triumftoget. For at redde hende fra en sådan ydmygelse sendte Masinissa hende gift, som hun brugte til at begå selvmord med. Masinissa blev nu accepteret som en loyal allieret af Rom og blev bekræftet af Scipio som konge over Massylierne. Efter tilfangetagelsen af Syphax var kong Bokkar, herskeren over det, der i dag er Marokko, med sin hovedstad i Tingis, blevet vasal under Masinissa.
Ved slaget ved Zama anførte Masinissa kavaleriet (6.000 numidiske og 3.000 romerske) på Scipios højre fløj. Scipio forsinkede slaget længe nok til at give Masinissa tid til at slutte sig til ham. Da slaget var på vippen, vendte Masinissas kavaleri – efter at have drevet de flygtende karthagiske ryttere væk – tilbage og angreb straks de karthagiske linjers bagtrop. Dette afgjorde slaget, og Hannibals hær begyndte straks at kollapse. Den Anden Puniske Krig var forbi, og for sine tjenester modtog Masinissa Syphax' kongerige og blev konge af Numidien.
Masinissa var nu konge over både Massylierne og Masaesylierne. Han viste ubetinget loyalitet over for Rom, og hans position i Afrika blev styrket af en klausul i fredstraktaten fra 201 f.Kr. mellem Rom og Karthago, der forbød sidstnævnte at gå i krig (selv i selvforsvar), uden romersk tilladelse. Dette gjorde det muligt for Masinissa at gøre indhug på det resterende karthagiske territorium, så længe han vurderede, at Rom ønskede at se Karthago yderligere svækket.

## Senere liv
Med romersk støtte etablerede Masinissa sit eget kongerige Numidien vest for Karthago med Cirta – nutidens Constantine – som hovedstad. Alt dette skete i overensstemmelse med romerske interesser, da de ønskede at give Karthago flere problemer med sine naboer. Masinissas hovedmål var at opbygge en stærk og forenet stat af de semi-nomadiske numidiske stammer. Med det formål introducerede han karthagiske landbrugsteknikker og tvang mange numidere til at bosætte sig som bondebønder. Masinissa og hans sønner besad store godser i hele Numidien i en sådan grad, at romerske forfattere – ganske fejlagtigt – tilskrev ham numidernes bofastgørelse. Større byer inkluderede Capsa, Thugga (moderne Dougga), Bulla Regia og Hippo Regius.
Igennem hele sin regeringstid udvidede Masinissa sit territorium, og han samarbejdede med Rom, da han, mod slutningen af sit liv, provokerede Karthago til at gå i krig mod ham. Karthago svarede igen på samme måde, selvom den ikke lovligt kunne erklære krig på grund af sin traktat med Rom. Ved en lejlighed måtte Masinissa marchere for at hjælpe en af sine sønner med at slå et angreb fra hispanierne tilbage, muligvis den lusitanske invasion i 153 f.Kr. ledet af Caucenus, som menes at have været i ledtog med Karthago. Byen benyttede sig bestemt af lejligheden til at plyndre Masinissas landområder.
Enhver forhåbning, Masinissa måtte have haft om at udvide sit herredømme over hele Nordafrika, blev dog knust med de romerske kommissioner, der blev sendt til Afrika for at afgøre den territoriale strid mellem Masinissa og Karthago. Han besejrede dog punerne i slaget ved Oroscopa i 151 f.Kr. Under alle omstændigheder (sandsynligvis ansporet af en irrationel frygt for en karthagisk genopblomstring), argumenterede den aldrende Marcus Porcius Cato blandt romerne for Karthagos ødelæggelse. Baseret på beskrivelser fra Livius begyndte numiderne at plyndre omkring halvfjerds byer i de sydlige og vestlige dele af Karthagos resterende territorium. Forarget over deres opførsel gik Karthago i krig mod dem i strid med den romerske traktat, der forbød dem at føre krig mod nogen, hvilket udløste den Tredje Puniske Krig (149–146 f.Kr.). Masinissa viste sin utilfredshed, da den romerske hær ankom til Afrika i 149 f.Kr., men han døde tidligt i 148 f.Kr. uden et brud på alliance. Beretninger fra antikken tyder på, at Masinissa levede til han var over 90 år og tilsyneladende stadig personligt ledte sit kongeriges hære, da han døde.
I 179 f.Kr. modtog Masinissa en guldkrone fra indbyggerne på Delos, da han havde tilbudt dem en skibsladning korn. En statue af Masinissa blev opstillet på Delos til hans ære, ligesom en indskrift dedikeret til ham på Delos af en indfødt fra Rhodos. Også hans sønner fik opstillet statuer af sig selv på øen Delos, og kongen af Bithynien, Nicomedes, havde også dedikeret en statue til Masinissa.
Efter hans død overtog Micipsa tronen. Micipsa havde to sønner, Hiempsal 1. og Adherbal, som overtog magten i en kort periode, inden de blev styrtet af deres fætter Jugurtha. Nogle af hans efterkommere var den ældre Juba 1. af Numidien (85 f.Kr.–46 f.Kr.) og den yngre Juba 2. (52 f.Kr.–24 e.Kr.).

## Galleri
- Scipio ved Masinissas dødsleje
- Scipio Africanus befrier Massiva